# Dipolantenne

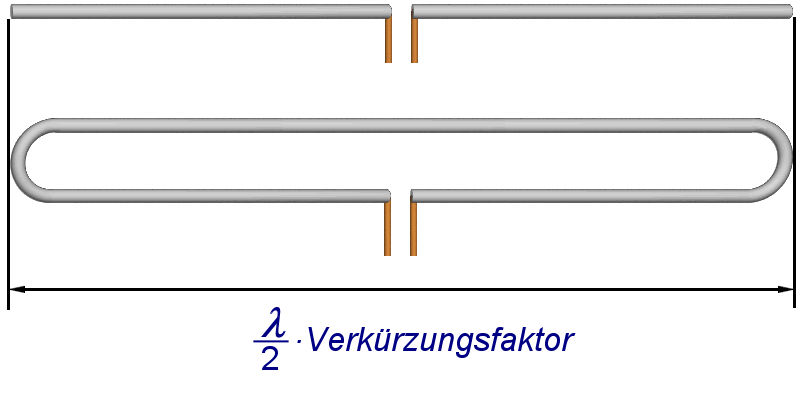
Gestreckter elektrischer λ/2-Dipol (oben) und elektrischer λ/2-Faltdipol (unten)

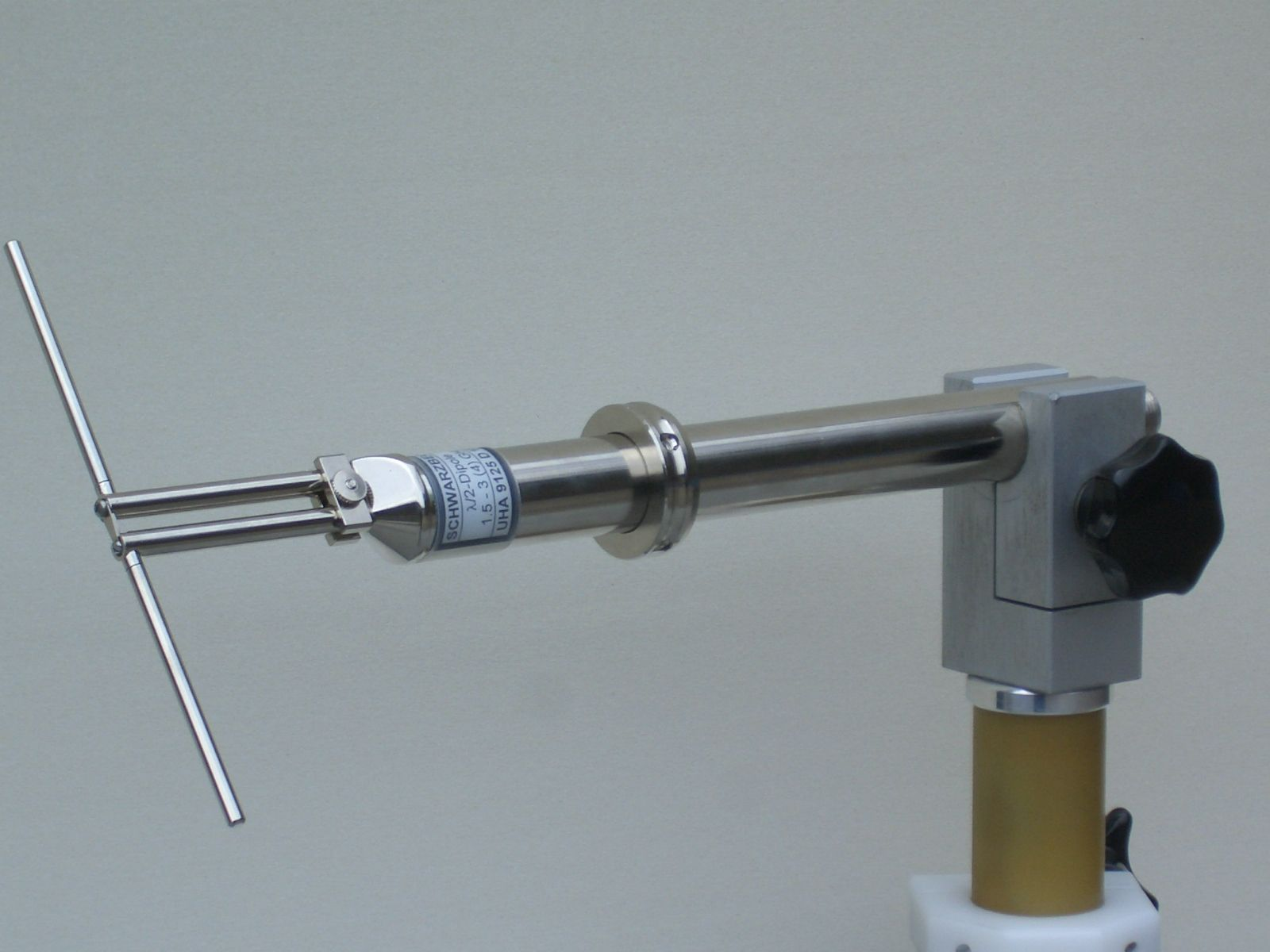
Elektrischer Halbwellendipol einsetzbar von 1 GHz bis 4 GHz, durch unterschiedliche, wählbare Dipollängen, und verstellbarer Symmetrierung (Ring)

Eine elektrische oder magnetische Dipolantenne (von lateinisch di ‚zwei‘; deutsch Zweipolantenne; auch Antennendipol) ist eine gestreckte symmetrische Antenne, die aus mindestens λ/4 langen Teilen besteht. Ein elektrischer Dipol besteht aus einem flachen Streifenleiter, Drähten, Stäben oder Röhren, während ein magnetischer Dipol aus einem Schlitz in einer ausreichend großen leitenden Fläche gebildet wird. 
Sowohl elektrische als auch magnetische Dipole wandeln hochfrequenten Wechselstrom und elektromagnetische Wellen ineinander um und kann daher sowohl zum Senden als auch zum Empfangen eingesetzt werden – es gilt das Reziprozitätsgesetz. Ist ein elektrischer Dipol horizontal polarisiert, strahlt ein magnetischer Dipol (magnetische Antenne) mit gleicher Ausrichtung vertikale Polaristion aus. 
Die optimale Länge einer λ/2-Dipolantenne ist unter Vernachlässigung des Verkürzungsfaktors die Hälfte der Wellenlänge λ des speisenden hochfrequenten Wechselstromes. Eine Verkürzung oder Verlängerung der Antenne hat eine entsprechende Änderung der Resonanzfrequenz zur Folge. Verkürzung bedeutet Frequenzerhöhung und umgekehrt.

## Geschichte

Umwandlung zwischen hochfrequenten Wechselstroms und elektromagnetische Wellen bei einer elektrischen Dipol-Antenne

Das Prinzip der elektrischen Dipolantenne geht auf den deutschen Physiker Heinrich Hertz zurück, der im Jahr 1886 als Erster elektromagnetische Wellen experimentell nachweisen konnte. Sein Dipol (Hertzscher Dipol), der wesentlich kleiner als λ/8 war, hat nur noch theoretische Bedeutung. Die Verlängerung auf etwa λ/2 führt zu einer Resonanz, die die Anpassung der Antenne an die Speiseleitung erleichtert und den Wirkungsgrad erhöht. Der russische Physiker Alexander Stepanowitsch Popow verwendete 1895 erstmals eine Dipolantenne zum Empfang elektromagnetischer Wellen.

## Grundlagen

Entstehung eines elektrischen Dipols aus einem Parallel-Schwingkreis

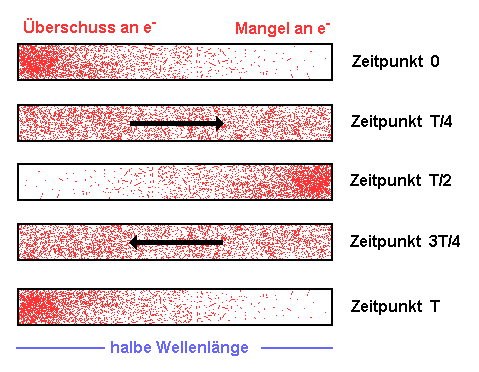
Momentaufnahmen der Elektronendichte in einemelektrischen Dipol; der Pfeil zeigt die Bewegungsrichtung der Elektronen an.

Die Animation rechts zeigt, wie man sich die Entstehung eines resonanten elektrischen Dipols aus einem Schwingkreis vorstellen kann.
Das Bild rechts zeigt die Phasen einer Schwingung des λ/2-Dipols. Die elektrische Anregung möge zum Zeitpunkt null starten, wenn am linken Ende der größte Elektronenüberschuss herrscht. Gleichzeitig ist am rechten Ende das Potential besonders positiv, dort herrscht Elektronenmangel. Es fließt noch kein Strom.
Entgegengesetzte Ladungen ziehen sich an, deshalb bewegen sich viele Elektronen nach rechts. Eine Viertel-Periode später, zum Zeitpunkt T/4, misst man in der Mitte des Dipols ein Strommaximum, dort entsteht dann auch das stärkste Magnetfeld. Die Spannung längs des Dipols ist zu diesen Zeitpunkten ausgeglichen.
Das Magnetfeld verhindert, dass der Strom abrupt aufhört. Es treibt die Elektronen weiter auf die andere Seite. Genau eine halbe Schwingungsdauer nach dem Start (T/2) haben sich die Elektronendichten vertauscht und die höchste negative Spannung misst man nun am rechten Ende des Dipols. Der Strom ist zum Erliegen gekommen. Nun startet der entgegengesetzte Ausgleichsvorgang. Nach einer ganzen Periodendauer T ist der Anfangszustand wiederhergestellt.
Es gibt unter anderem folgende Bauformen des elektrischen Dipols:
- Ein elektrischer λ/2-Dipol kann in der Mitte geteilt werden, um dort ein Kabel anzuschließen (stromgespeist). Dessen Impedanz muss zum Erreichen der Leistungsanpassung relativ gering (etwa 60 Ω) sein.
- Es werden zwei gleich dicke, parallele, an den Enden verbundene Stäbe verwendet, von denen einer in der Mitte stromgespeist ist (Falt- oder Schleifendipol). Dadurch halbiert sich der Strom und die Impedanz vervierfacht sich, sodass eine 240-Ohm-Bandleitung angeschlossen werden kann.
- Der ungeteilte elektrische λ/2-Dipol wird am Ende gespeist (spannungsgespeist). Dazu wird dort üblicherweise ein zweiter Dipol installiert, so dass ein Ganzwellendipol entsteht. Da die Impedanz an den Enden relativ hoch ist (ca. 1 kΩ bei einem Schlankheitsgrad von 100), kann ohne Impedanzanpassung kein übliches Kabel angeschlossen werden.
- Die Bikonische Antenne (en. Bi-Conical Antenna), die aus 2 Kegel-förmigen oder Diamant-förmigen Teilen (en. Truncated Biconical Antenna) besteht, deren Spitzen aufeinander zeigen und dort auch eingespeist werden. Bikonische Antennen können auch aus Drähten, Stäben oder Rohren gebildet werden.

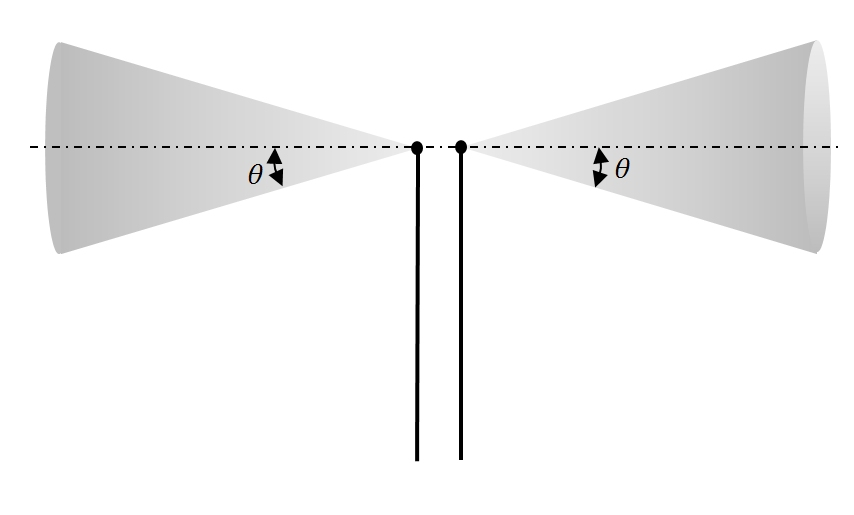
Prinzipdarstellung einer elektrischen Bikonischen Antenne

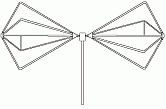
Elektrische Truncated Biconical Antenna

- Der elektrische Schmetterlingsdipol (en. Butterfly Antenna) bzw. Spreizdipol ist die flache Form der Bikonischen Antenne, ein breitbandiger, niedrig-impedanter Dipol, der je nach Wellenlänge als Halbwellen- oder Ganzwellendipol arbeitet.

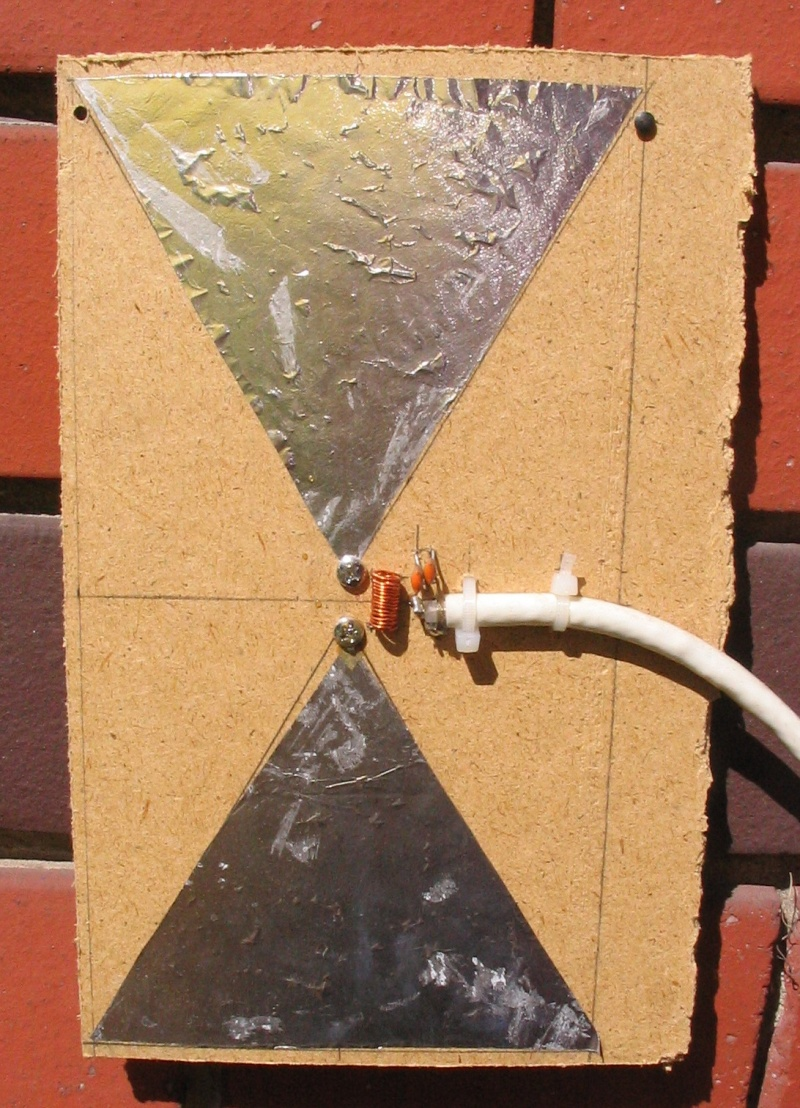
Elektrische Butterfly Antenne bzw. Truncated Biconical Antenna

## Impedanz

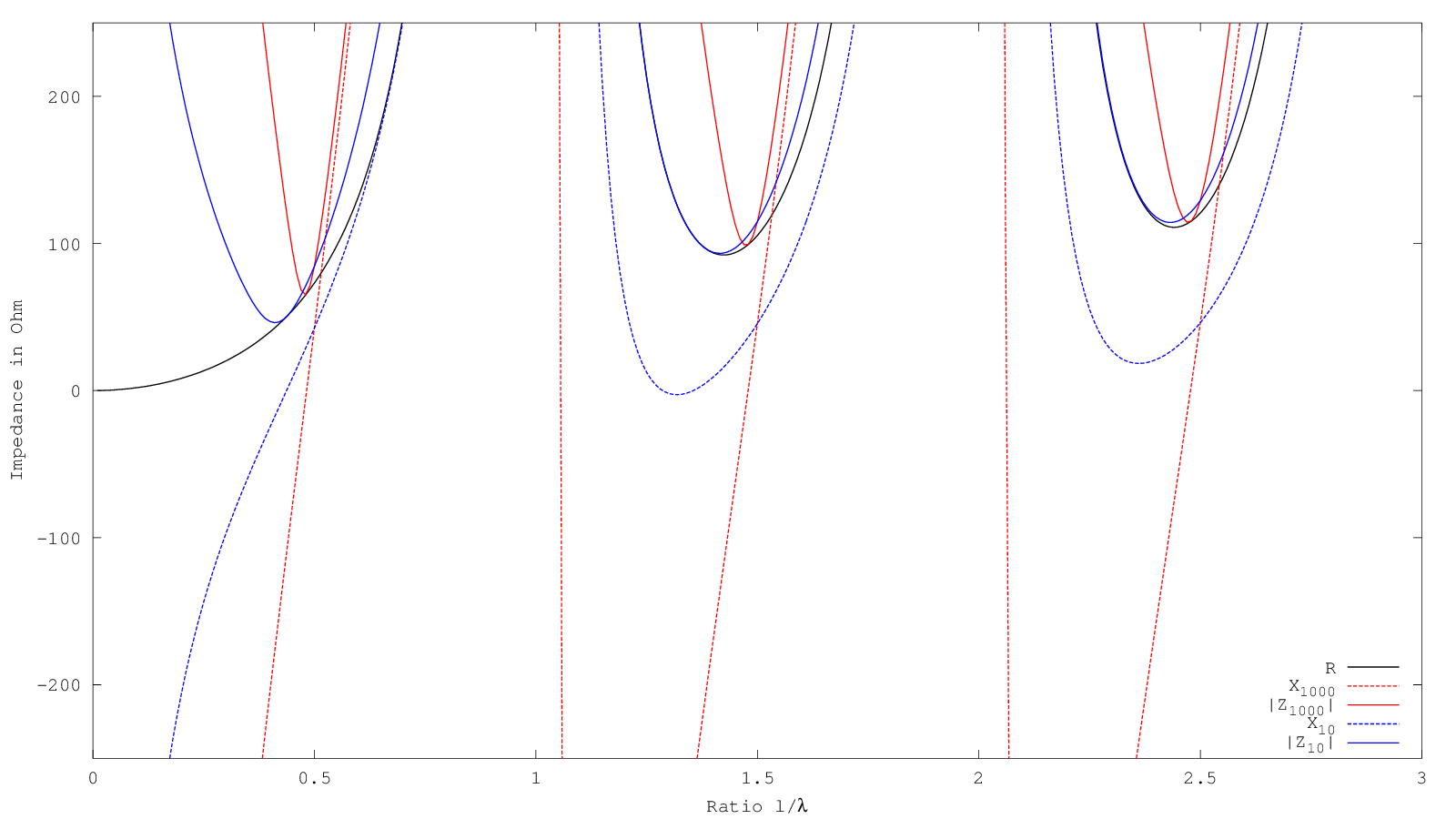
Impedanzverlauf für Schlankheitsgrad s = l/d von 1000 und 10

Die Dämpfung der Resonanz durch die Abstrahlung in den Freiraum bewirkt eine Verschiebung der Resonanz zu einer etwas kleineren Frequenz und einen komplexen Anteil an der Fußpunktimpedanz. Bei einem mittig gespeisten offenen Dipol der Länge λ/2 beträgt diese (73,1 + j 42,5) Ω.
Um die Frequenzverschiebung zu kompensieren und den Imaginärteil zu beseitigen, wird der λ/2-Dipol auf 96 % der Länge ohne Berücksichtigung der Frequenzverschiebung gekürzt. Das gilt für einen Dipol, der unendlich dünn ist. Da aber in der Realität der Durchmesser der Dipolelemente > 0 ist, sinkt der Verkürzungsfaktor in Abhängigkeit vom Durchmesser weiter ab. Auch Gegenstände in der Nähe der Antenne senken den Verkürzungsfaktor. Die primäre Ursache für die zusätzliche Verkürzung ist die Kapazität des Leiters gegen seine Umgebung. Mit dem Durchmesser steigt auch die Bandbreite einer Dipolantenne, was insbesondere bei Fächer- und Breitbanddipolen ausgenutzt wird. Für den λ/2-Dipol ergibt sich der Verkürzungsfaktor V aus der Dipollänge l und dem Durchmesser d zu:
{\displaystyle V={\frac {l}{l+d}}}
Auch der Faltdipol oder Schleifendipol ist eine Art des λ/2-Dipols. Bei ihm erfolgt die Speisung in der Mitte eines von zwei parallelen Leitern, die an den Enden miteinander verbunden sind. Seine Impedanz ist 4-mal höher als die des gestreckten λ/2-Dipols, da nur der halbe Strom über die Speisepunkte fließt. Das passt sehr gut zum Balun aus einer λ/2-Umwegleitung, der die Impedanz auf 1/4 reduziert und den Anschluss eines üblichen Koaxialkabels ermöglicht.

## Richtdiagramm

Stromverteilung (rot) und Winkelverteilung der Strahlung (blau) an einem Dipol bei verschiedenen Wellenlängen

Das Richtdiagramm einer Antenne, das ist die Winkelabhängigkeit der Strahlungsintensität, lässt sich berechnen aus der Stromverteilung über die Länge des Leiters. Aus der näherungsweise sinusförmigen Stromverteilung auf dem λ/2-Dipol (links oben in der Abb. rechts) ergibt sich der Ausdruck
{\displaystyle {\frac {\cos({\frac {\pi }{2}}\sin(h))}{\cos(h)}}},
worin h bei vertikaler Antenne der Höhenwinkel ist. Zum Vergleich: Der entsprechende Ausdruck des Hertzschen Dipols lautet einfach cos(h), in der Abb. rechts daneben. Man sieht, dass die Abstrahlung des λ/2-Dipols etwas gerichteter ist: Die abgestrahlte Leistung ist bereits bei einem Höhenwinkel von 39° statt 45° auf die Hälfte abgesunken.
Die Integration der Winkelabhängigkeit über alle Richtungen liefert die Gesamtleistung und deren gleichmäßige Verteilung einen Bezugswert für die Strahlungsintensität (Isotropstrahler). Für den λ/2-Dipol ist die Strahlungsintensität in Hauptrichtung (h = 0) um einen Faktor G = 1,64 (2,15 dBi) höher als der Bezugswert:
{\displaystyle 10\cdot \lg \left({\frac {1}{\int \limits _{0}^{\frac {\pi }{2}}{\frac {\cos ^{2}\left({\frac {\pi }{2}}\cos \theta \right)}{\sin \theta }}d\theta }}\right)=10\cdot \lg \left({\frac {4}{\gamma -Ci(2\pi )+\ln(2\pi )}}\right)\approx 2{,}15}
mit γ = Euler-Mascheroni-Konstante
Beim Hertzschen Dipol beträgt dieser Antennengewinn G nur 1,5 (1,76 dBi).
Bei einer Länge von 5/4 λ besitzt der Dipol seinen größten Gewinn von 5,2 dBi. Darüber bilden sich Nebenkeulen aus und erst bei einem viel größeren Dipol sind bessere Werte möglich. Daher finden sich 5/4-λ-Dipole als einfache Richtantennen, besonders in der Ausführung als Groundplane-Antenne mit 5/8-λ Länge. Allerdings ist eine Impedanzanpassung unbedingt erforderlich.
Eine leistungsangepasste Antenne entnimmt einer aus der Hauptrichtung einfallenden ebenen Welle eine Leistung, die ihrer Wirkfläche AW entspricht. Für den λ/2-Dipol beträgt diese:
{\displaystyle A_{\mathrm {W} }={\frac {\lambda ^{2}}{4\pi }}\,G={\frac {\lambda ^{2}}{4\pi }}\,1{,}64\approx {\frac {\lambda ^{2}}{8}}}
Die Richtwirkung einer Dipolantenne kann durch Hinzufügung weiterer Elemente gesteigert werden, siehe dazu Yagi-Antenne.
In Fällen, bei denen die Richtwirkung gerade nicht erwünscht ist, z. B. bei angestrebtem Rundum-Empfang oder -Senden, kann man zu einem Knickdipol greifen, bei dem die beiden Metallstäbe im Winkel von 90° zueinander angeordnet sind.

## Ganzwellendipole
Setzt man zwei ungespeiste Halbwellendipole längs aneinander und speist deren einander zugewandte Enden, entsteht ein Ganzwellendipol. An den Enden der λ/2-Elemente befinden sich Spannungsmaxima, Ganzwellendipole haben daher eine sehr hohe Speiseimpedanz (> 1 kΩ). Vorteilhaft gegenüber dem Halbwellendipol ist die leicht verbesserte Richtwirkung und damit ein erhöhter Antennengewinn.
Um Antennen aus zwei Halbwellendipolen zusammenzusetzen und übliche Kabelimpedanzen (etwa 50 Ω) zu erzielen, gibt es verschiedene Möglichkeiten:
- Man schaltet die Halbwellendipole zu einem Array zusammen und speist sie phasenrichtig parallel.
- Man ändert die Speiseimpedanz mit Hilfe eines Resonanztransformators.
- Man kann die Impedanz senken und zugleich die Bandbreite erhöhen, wenn man an Stelle dünner Stäbe Flächendipole wählt. Solche Ganzwellendipole aus zwei dreieckigen Flächen (oder gleichwertig x-förmig aus Stäben) werden auch als Strahler in Yagi-Antennen verwendet. Die passiven Elemente dieser Antennen dimensioniert man für den oberen Teil der Frequenzbandbreite des Flächendipols, so dass der Gewinn nach höheren Frequenzen hin ansteigt.

Ein weiteres Aneinanderfügen von Dipolen wird selten gemacht, weil sich dadurch im Strahlungsdiagramm unerwünschte „Nebenkeulen“ ergeben. Die Antenne „schielt“ dann.